# Basílica de Junio Baso

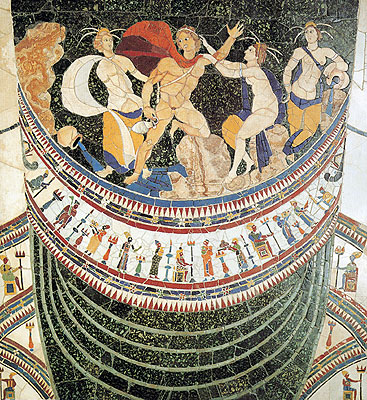
Panel con Hylas y las ninfas y el velum alejandrino.

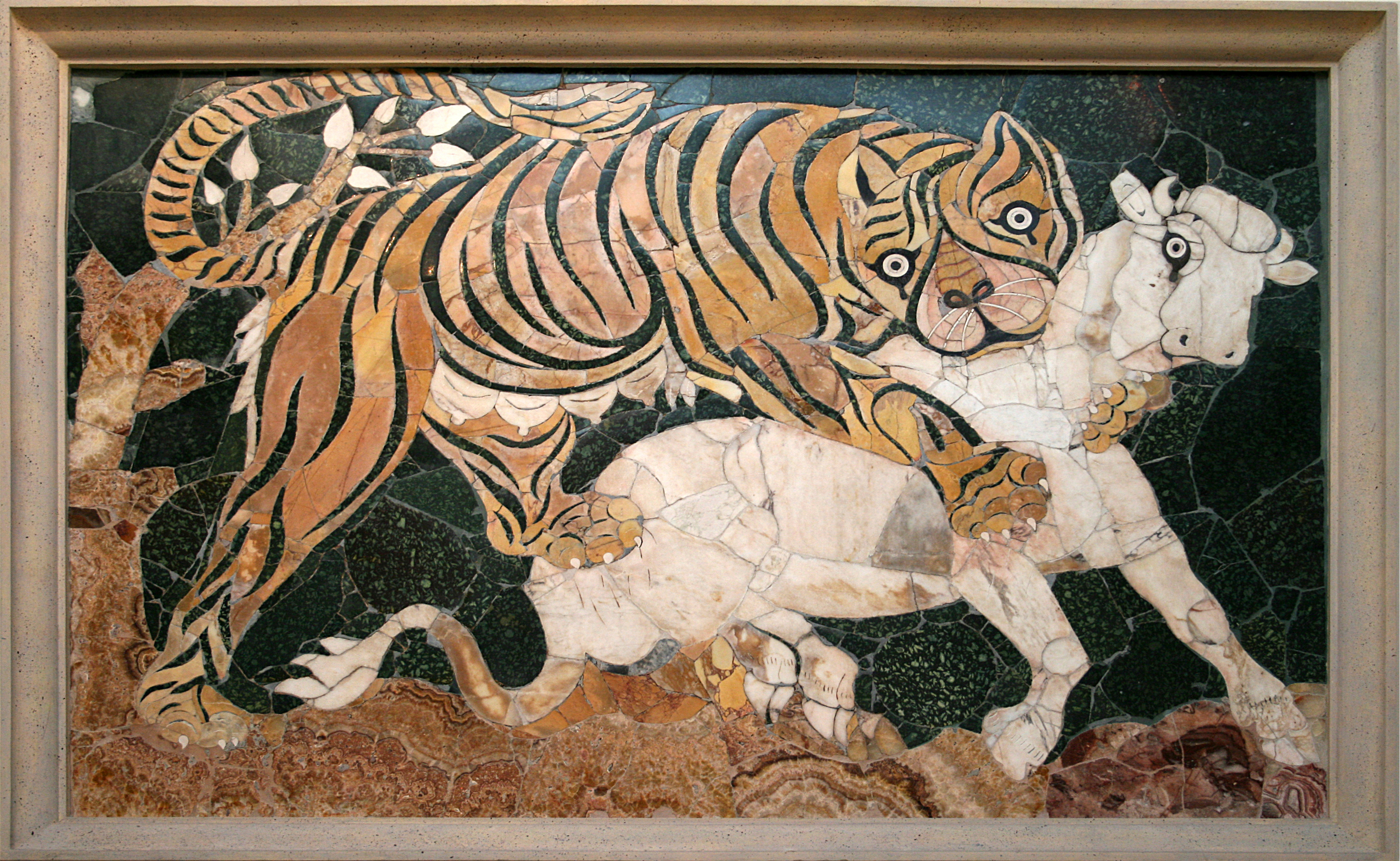
Mosaico (opus sectile) con un tigre atacando a un ternero - Segundo cuarto del

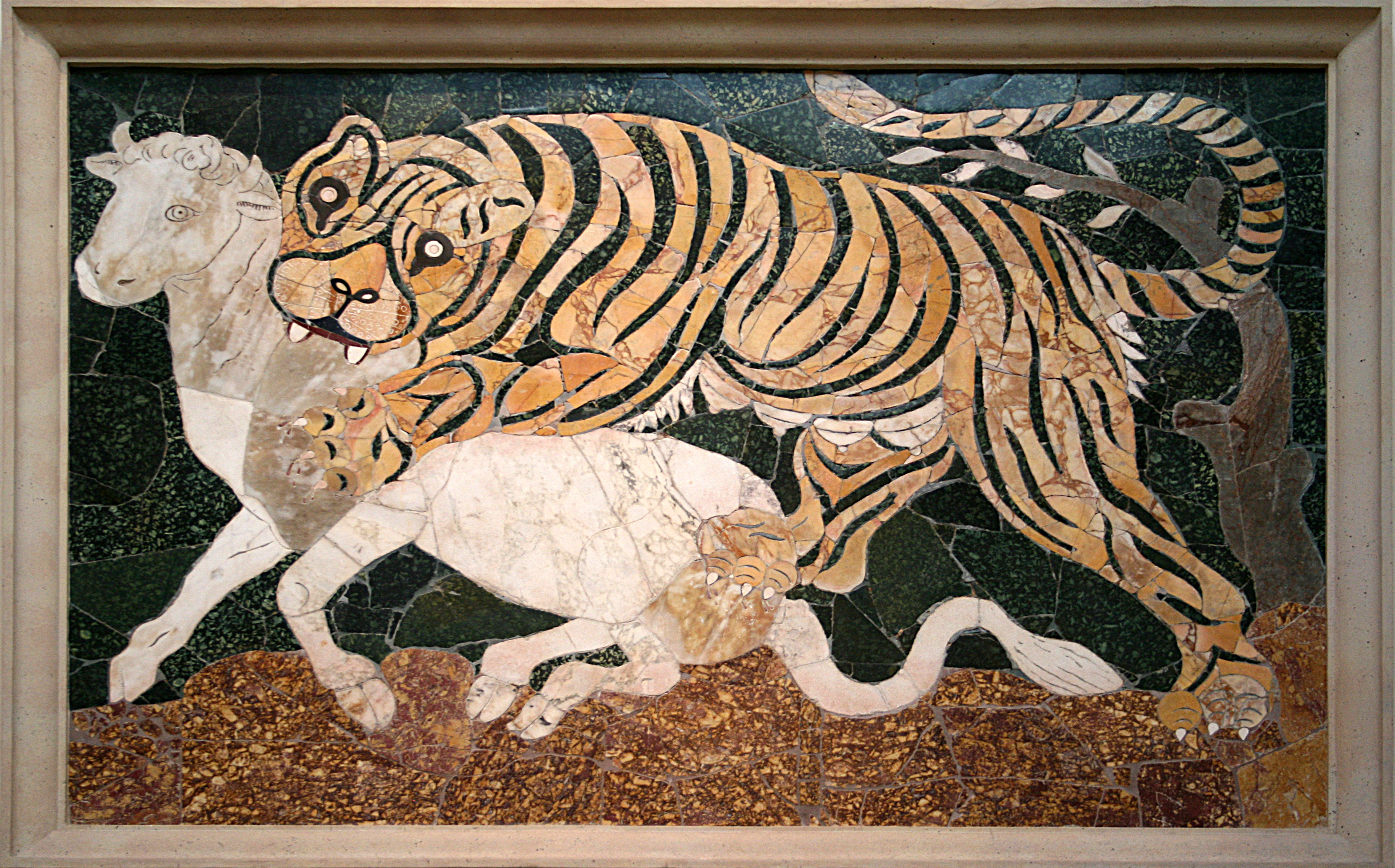
Mosaico (opus sectile) con un tigre atacando a un ternero - Segundo cuarto del

La basílica de Junio Baso  fue una basílica civil de la ciudad de Roma que se encontraba en la colina del Esquilino, en el lugar que actualmente ocupa el Seminario Pontificio di Studi Orientali (número 3 de la via Napoleone III). Durante su excavación se hallaron unos excepcionales ejemplos de la técnica de decoración denominada opus sectile, similar a la taracea y al cosmatesco.

## Descripción y excavaciones
Fue edificada por orden de Junio Annio Baso durante su consulado en el año 331. En la segunda mitad del siglo V, el papa Simplicio ordenó transformarla en la iglesia de San Andrés Catabarbara. Sus restos fueron descubiertos y demolidos en 1930, durante unas excavaciones que también encontraron una casa de la época de Augusto remodelada con posterioridad, que contenía mosaicos del siglo III, uno con temática dionisíaca y otro con los nombres de los propietarios, Arippio y Ulpio Vibio, los cuales se encuentran actualmente en el seminario.